# Lliurepensament
El lliurepensament és una doctrina que defén el pensament lliure, sense acceptar cap autoritat dogmàtica, sigui de la naturalesa que sigui. Un lliurepensador preconitza d'emprar l'anàlisi racional i crítica davant de tota proposició i refusa qualsevol argumentació d'autoritat.
Té una basa en l'actitud dels grecs i romans, quan molts filòsofs i escriptors no feien servir qualsevol veritat revelada en la reflexió filosòfica i científica o criticaven la superstició. En la seva forma moderna rau en les idees de la Il·lustració francesa i anglesa.
Aquesta actitud es troba llargament lligada a concepcions oposades que qüestionen la naturalesa de les religions, tals com l'ateisme, l'agnosticisme o el racionalisme. Igualment, la idea és relacionada amb l'escepticisme i l'humanisme i en l'essència de la francmaçoneria i l'anarquisme contemporanis.

## El lliurepensament a Catalunya
El lliurepensament tingué una gran extensió a Catalunya durant el darrer terç del segle xix. Aquesta extensió es causà per la difusió que se'n feu dins la majoria de corrents progressistes oposats al sistema de la Restauració. Es crearen cercles, publicacions i escoles que ensenyaven i divulgaven sota uns principis de lliurepensament. Actuava, a més, com a marc d'actuació política, social i cultural de les classes populars. Per entre les seves files, hom hi troba anarquistes, francmaçons, republicans, alguns catalanistes progressistes i fins i tot alguns espiritistes. Cal destacar la importància de la publicació anarquista La Tramontana de Josep Llunas i Pujals i de la publicació La Luz, del Círculo Libre Pensador de Barcelona, que agrupava lliurepensadors anarquistes, maçons i republicans, sota la direcció de Rossend Arús i Arderiu.
Aquest lliurepensament català tenia un fort contingut anticlerical i revolucionari. Per exemple, l'anarquista i maçó Anselmo Lorenzo imaginava un lliurepensament que combatia la religió, l'autoritat i el capitalisme, i tenia com a enemics el capellà, el governant i el burgès. Amb tot, l'anticlericalisme en fou el tret més distintiu i forjà els mites de l'anticlericalisme català que es manifestaren durant la Setmana Tràgica de 1909.